# جنرال اليكتريك سي إف 34
جنرال اليكتريك سي إف 34 (بالإنجليزية: General Electric CF34)‏: محرك توربيني مروحي، تنتجه جنرال الكتريك للطيران الأمريكية للاستخدامات المدنية. والمطور عن المحرك العسكري تي إف 34 (TF34). يتم استخدام سي إف 34 على عدد من الطائرات المدنية النفاثة، بما في ذلك سلسلة طائرات بومباردييه سي أر جيه (CRJ)، و عائلة امبراير اي-جت ، والطائرة الصينية قيد التطوير من طراز إيه أر جيه21 (ARJ21) .

## التصميم والتطوير
تشمل محركات الأصلي مروحة مرحلة واحدة، يقودها 4 مراحل التوربينات، سوبرشرجنغ ضاغط HP 14 مرحلة، مدفوعا 2 المرحلة HP التوربينات، مع الاحتراق الحلقي. إصدارات دفع أعلى في وقت لاحق من ميزة سي إف 34 نواة التكنولوجيا المتقدمة، مع 10 فقط مراحل ضاغط HP. وقد استمدت أحدث المتغيرات، و-10A و-10E، من CFM56 الأسرة المحرك، ويكون لها مختلف جذريا HP بكرة، يتألف من ضاغط مرحلة 9 يقودها التوربينات مرحلة واحدة. ليرة لبنانية بكرة لديه 3 مراحل معززة الأساسية وراء المروحة. اقتحام ثابت هو 18،500 باوند للمتغير و-10E. 

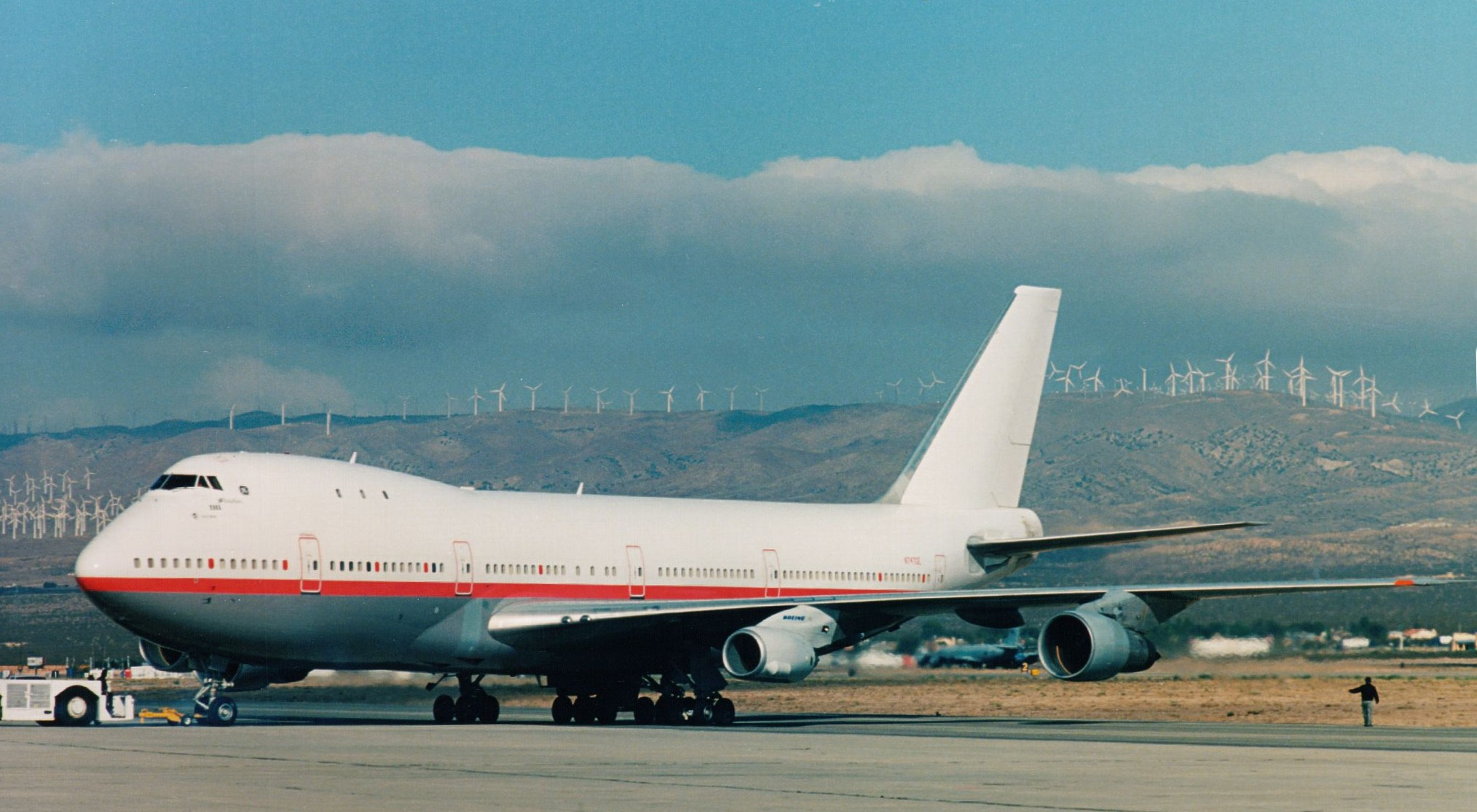
محرك سي إف 34-8 مثبت على المحمل رقم 2 على طائرة جي إي للاختبارات من طراز بوينغ 747 -100 اثناء اختبارات الطيران في مطار موهافي في عام 2002.

## الاستخدامات
سي إف 34-1
- بومباردييه تشالنجر 601-1إيه
- بومباردييه تشالنجر 601-1إيه/إي أر

سي إف 34-3إيه
- بومباردييه تشالنجر 601-3إيه

سي إف 34-3إيه1

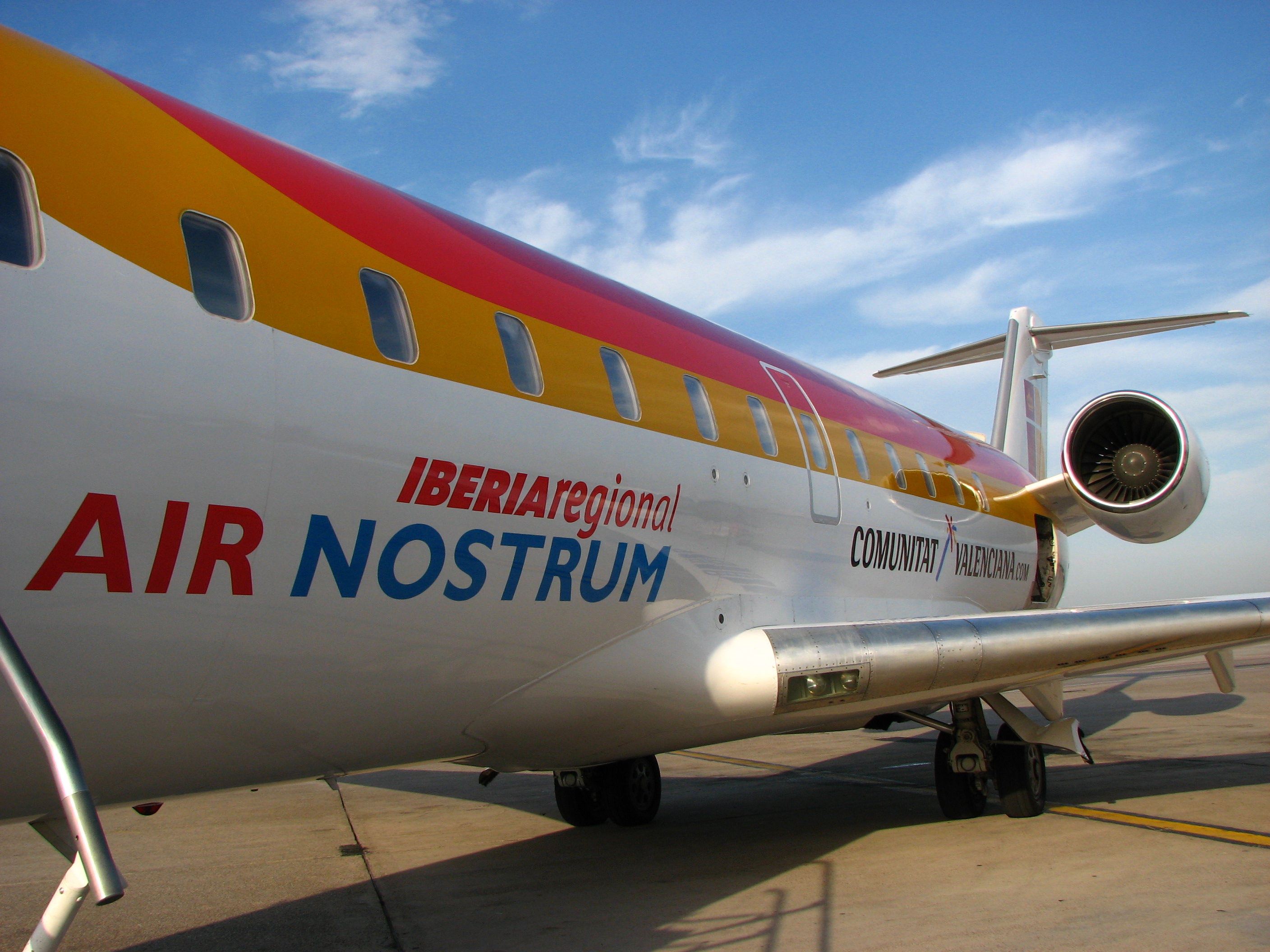
محرك سي إف 34 مثبت على جسم طائرة من طراز بومباردييه سي أر جيه 200

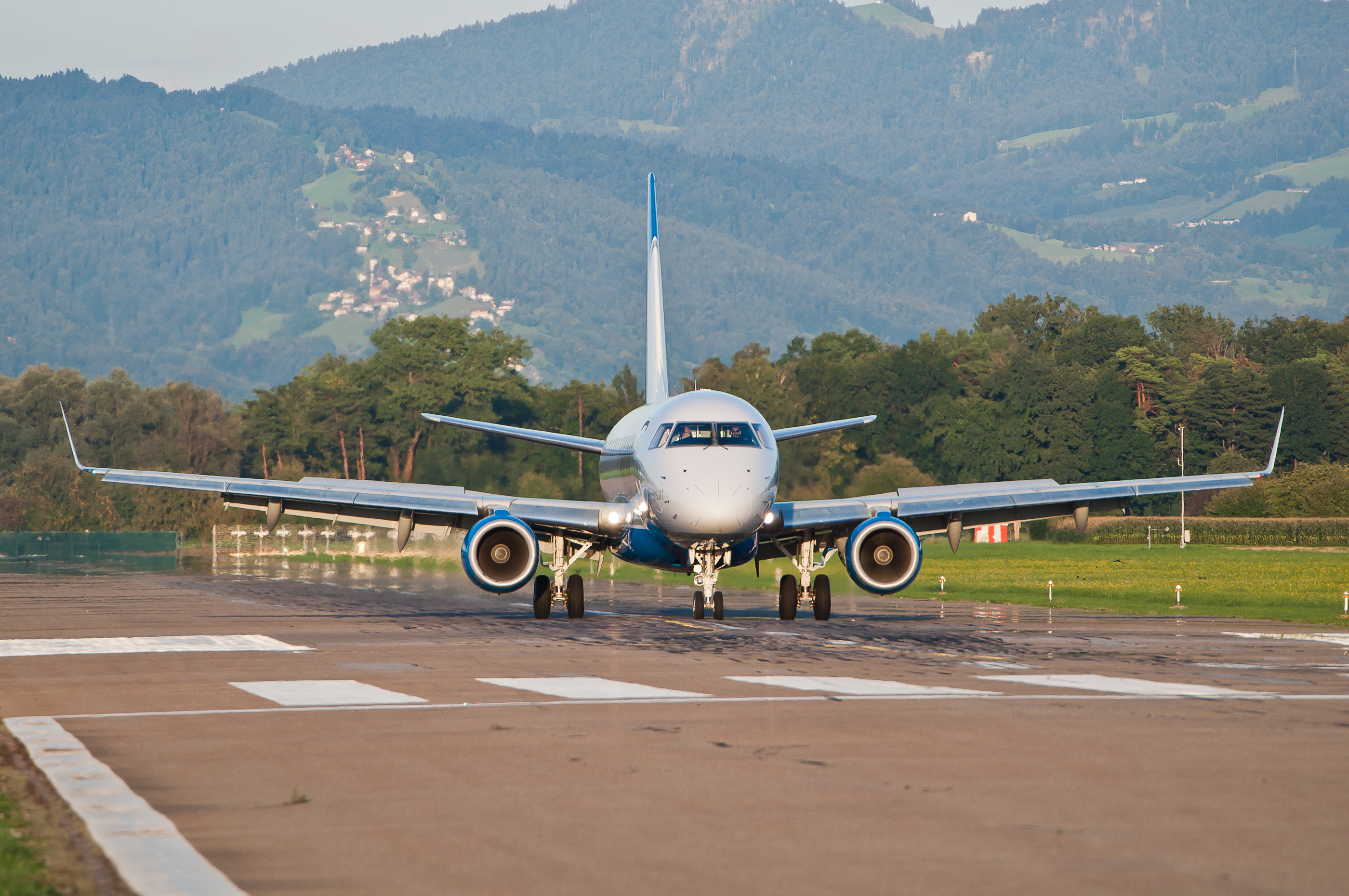
The CF34 powers the إمبراير اي-جت; here a People’s Viennaline Embraer ERJ-170-100.

- بومباردييه سي أر جيه 100 إي أر/أل أر

سي إف 34-3إيه2
سي إف 34-3بي
- بومباردييه تشالنجر 604
- بومباردييه تشالنجر 605

سي إف 34-3بي1
- بومباردييه سي أر جيه 200 إي أر/أل أر
- بومباردييه سي أر جيه 440 إي أر/أل أر

سي إف 34-8سي1
- بومباردييه سي أر جيه 700 (سلسلة 701)

سي إف 34-8سي5
- بومباردييه سي أر جيه 700(سلسلة 705)
- بومباردييه سي أر جيه 900
- بومباردييه سي أر جيه 900 الجيل القادم

سي إف 34-8سي5إيه1
- بومباردييه سي أر جيه 1000 الجيل القادم

سي إف 34-8سي5بي1
- بومباردييه سي أر جيه 700 الجيل القادم

سي إف 34-8إي
- امبراير 170
- امبراير 175

سي إف 34-10إيه
- كوماك إيه أر جيه 21

سي إف 34-10إي
- امبراير 190
- امبراير 195

## المواصفات
|                                        | تي إف 34 | سي إف 34-1 | سي إف 34-3                                     | سي إف 34-8                                                      | سي إف 34-10                                                    |
| -------------------------------------- | -------- | ---------- | ---------------------------------------------- | --------------------------------------------------------------- | -------------------------------------------------------------- |
| الطول                                  |          |            | 103 بوصة (2.6 م)                               | 121.2 بوصة (3.08 م) - 128 بوصة (3.3 م)                          | 90 بوصة (2.3 م) - 145.5 بوصة (3.70 م)                          |
| القطر                                  |          |            | 49 بوصة (1.2 م)                                | 52 بوصة (1.3 م) - 53.4 بوصة (1.36 م)                            | 57 بوصة (1.4 م)                                                |
| الوزن الجاف                            |          |            | 1,625 رطل (737 كـغ) - 1,670 رطل (760 كـغ)      | 2,408 رطل (1,092 كـغ) - 2,600 رطل (1,200 كـغ)                   | 3,700 رطل (1,700 كـغ)                                          |
| ضاغط                                   |          |            | 1 مروحة 14 مرحلة ضغط عالي (HP)                 | 1 مروحة 10 مراحل ضغط عالي (HP)                                  | 1 مروحة + 9 مراحل ضغط منخفض (HP) 9 مراحل ضغط عالي (HP)         |
| التوربينات                             |          |            | 4 مراحل ضغط منخفض (LP) 2 مرحلتين ضغط عالي (HP) | 4 مراحل ضغط منخفض (LP) 2 مرحلتين ضغط عالي (HP)                  | 4 مراحل ضغط منخفض (LP) 1 مرحلة ضغط عالي (HP)                   |
| قوة الدفع عند مستوى سطح البحر          |          |            | 9،220 باوند (41.0 كيلو نيوتن)                  | 13،790 باوند (61.3 كيلو نيوتن) - 14،510 باوند (64.5 كيلو نيوتن) | 18،285 باوند (81.34 كيلو نيوتن) - 20،000 باوند (89 كيلو نيوتن) |
| نسبة القوة إلى الوزن                   |          |            | 5.6:1                                          | 5.3:1                                                           | 5.2:1                                                          |
| نسبة الضغط الكلي عند الحد الأقصى للقوة |          |            | 21:1                                           | 28:1 - 28.5:1                                                   | 29:1                                                           |
| نسبة الالتفافية                        |          |            | 6.2:1                                          | 5:1                                                             | 5:1                                                            |

## قوائم ذات صلة
- قائمة محركات الطائرات

## وصلات خارجية
- موقع محرك جنرال اليكتريك تي إف 39